# Il sabba delle streghe
Il sabba delle streghe è un dipinto a olio su muro trasportato su tela (140×438 cm) del pittore spagnolo Francisco Goya, realizzato nel 1820-1823 e conservato al Museo del Prado di Madrid.

## Descrizione
Nel dipinto è raffigurato Satana mentre, elevandosi su un ammasso roccioso, apostrofa la folla al suo cospetto. Presenta una fisionomia caprina, con tanto di barbetta e corna, e di lui non intravediamo che una sagoma: l'origine di un'immagine come questa va probabilmente ricercata in un'illustrazione del 1652 di Athanasius Kircher raffigurante l'antica divinità cananea Moloch.
Al cospetto di questa figura demoniaca vi troviamo, disposte a semicerchio, un gruppo di donne accovacciate e perlopiù terrificate: si tratta con tutta probabilità di una congrega di streghe. Di queste alcune chinano il capo per il terrore, altre osservano Satana con sguardo assorto e rapito: per dirla con le parole dello storico dell'arte Brian McQuade, la «sub-umanità di queste persone è enfatizzata dalle loro fisionomie bestiali e dai loro sguardi idiotici». Quasi tutte le streghe sono scosse da un'agitazione febbrile, e sono prontamente apostrofate da Satana che, così come già successe nel 1815 con la Giunta delle Filippine, impone la sua autorità non mediante il rispetto e un carisma personale, bensì grazie alla paura, alla rivalità e alla discordia. Il pennello di Goya in questa lunghissima striscia di tenebra ed abisso dichiara l'influenza alle immagini di Velázquez, Jusepe de Ribera (fervente ammiratore di Caravaggio) e infine di Rembrandt. In questo concorso di streghe traspare la furente critica di Goya rivolta alla disumanizzazione della folla, che qui perde i propri tratti individuali per miscelarsi in un grappolo grottesco di visi deformi e terrorizzati.
A destra di Satana troviamo una vecchia in posizione tergale, con la faccia seminascosta e avvolta da un copricapo bianco, che rivolge il proprio sguardo alle consorelle, facendosi spazio tra le varie bottiglie e fiaschette vuote abbandonate sul terreno: come osservato dal critico Robert Hughes, probabilmente «contenevano le droghe e i filtri necessari per le cerimonie demoniache». All'estrema destra della tela, infine, scorgiamo una figura femminile appartata, elegantemente vestita e dai tratti somatici incerti: si tratta, probabilmente, di una donna pronta per essere iniziata alla pratica dei culti satanici, anche se altri critici d'arte vi hanno identificato Leocadia Zorrilla, la giovane fanciulla compagna di Goya che – trasferitasi con lui alla Quinta del Sordo – assisteva impotente ai suoi incubi. Così come per le altre Pitture nere, infine, Goya iniziò a dipingere Il sabba delle streghe partendo da una tela nera come il catrame, per poi aggiungervi violente pennellate di grigi, blu e marroni: non di rado, tuttavia, il pittore scelse di lasciare esposta la trama della tela sottostante, come nel caso della figura di Satana.